# Вейн Денн
Вейн Денн (англ. Wayne Denne, 5 березня 1976) — південноафриканський хокеїст на траві.
Учасник Олімпійських Ігор 2004 року.
Бронзовий призер Виклику чемпіонів 2003 року.